# Swift Cars
Swift Cars Limited war ein britischer Hersteller von Automobilen.

## Unternehmensgeschichte
John Swift gründete 1983 das Unternehmen in Silkstone bei Barnsley in der Grafschaft South Yorkshire. Er begann mit der Produktion von Automobilen und Kits. Der Markenname lautete Swift. 1985 endete die Produktion. Insgesamt entstanden etwa fünf Exemplare.

## Fahrzeuge
Das einzige Modell war der KJ 280. Dies war ein Roadster im Stil der 1930er Jahre. Die Basis bildete ein Fahrgestell aus Stahl. Darauf wurde eine offene Karosserie aus Aluminium montiert. Viele Teile, so auch der Motor, kamen vom Ford Granada. Der Neupreis von 12.500 Pfund für einen Bausatz war zu hoch für einen größeren Erfolg am Markt.